# Könemann (Adelsgeschlecht)

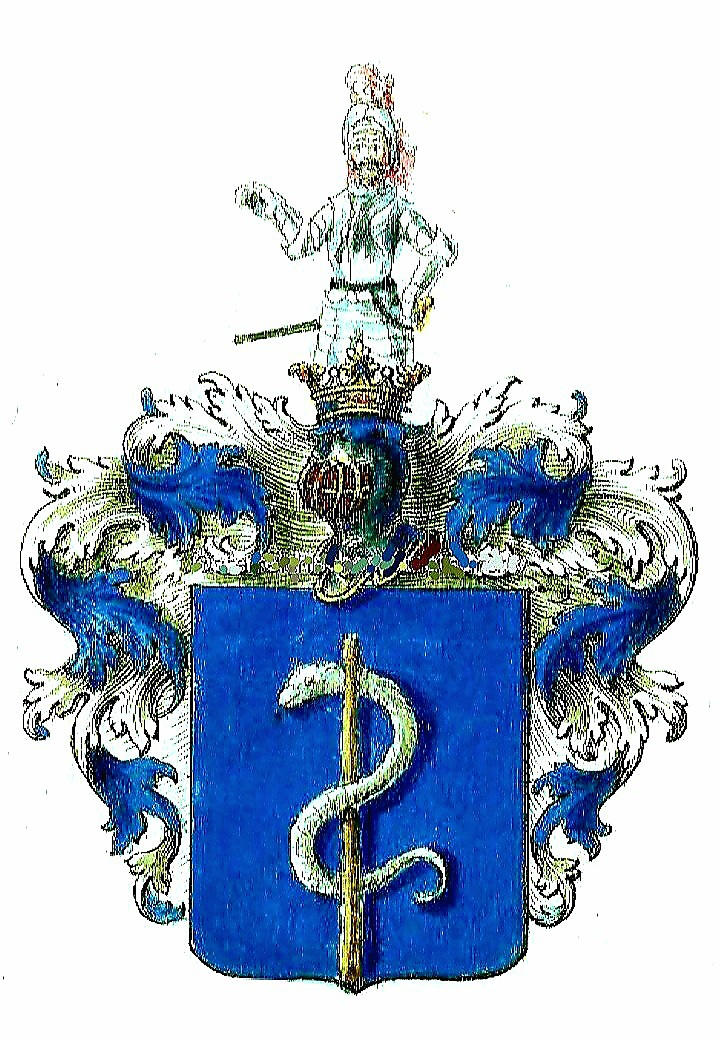
Wappen derer von Könemann

Könemann oder Koenemann ist der Name eines 1773 nobilitierten mecklenburgischen Adelsgeschlechts.

## Geschichte
Die Stammreihe der Familie beginnt mit Gerhard Heinrich Könemann, der um 1645 Ratsherr und Kämmerer in Stadthagen war. Er war der Urgroßvater der fünf Brüder Kilian Julius († nach 1779), Oberamtmann und Mitglied der Landwirtschaft in Celle, Konrad Hermann, Herr auf Steinthaleben, sachsen-meiningischer Rat und Amtmann in Oldisleben, Joachim Friedrich († nach 1779), Elbzöllner und Oberamtmann in Schnackenburg, Georg Karl († nach 1779), Lizentkommissar, Kanonikus beim Kapitel Bardowiek, sowie Otto Johann Christoph († 1778), hannoverscher Kommissionsrat und Stifter der gegenwärtig fortbestehenden Linie. Sie wurden am 1. Mai 1773 in Wien in den Reichsadel erhoben. Die kurhannoversche Anerkennung des Adels erfolgte am 31. Juli 1779, die mecklenburg-schwerinsche am 9. Dezember 1779. 

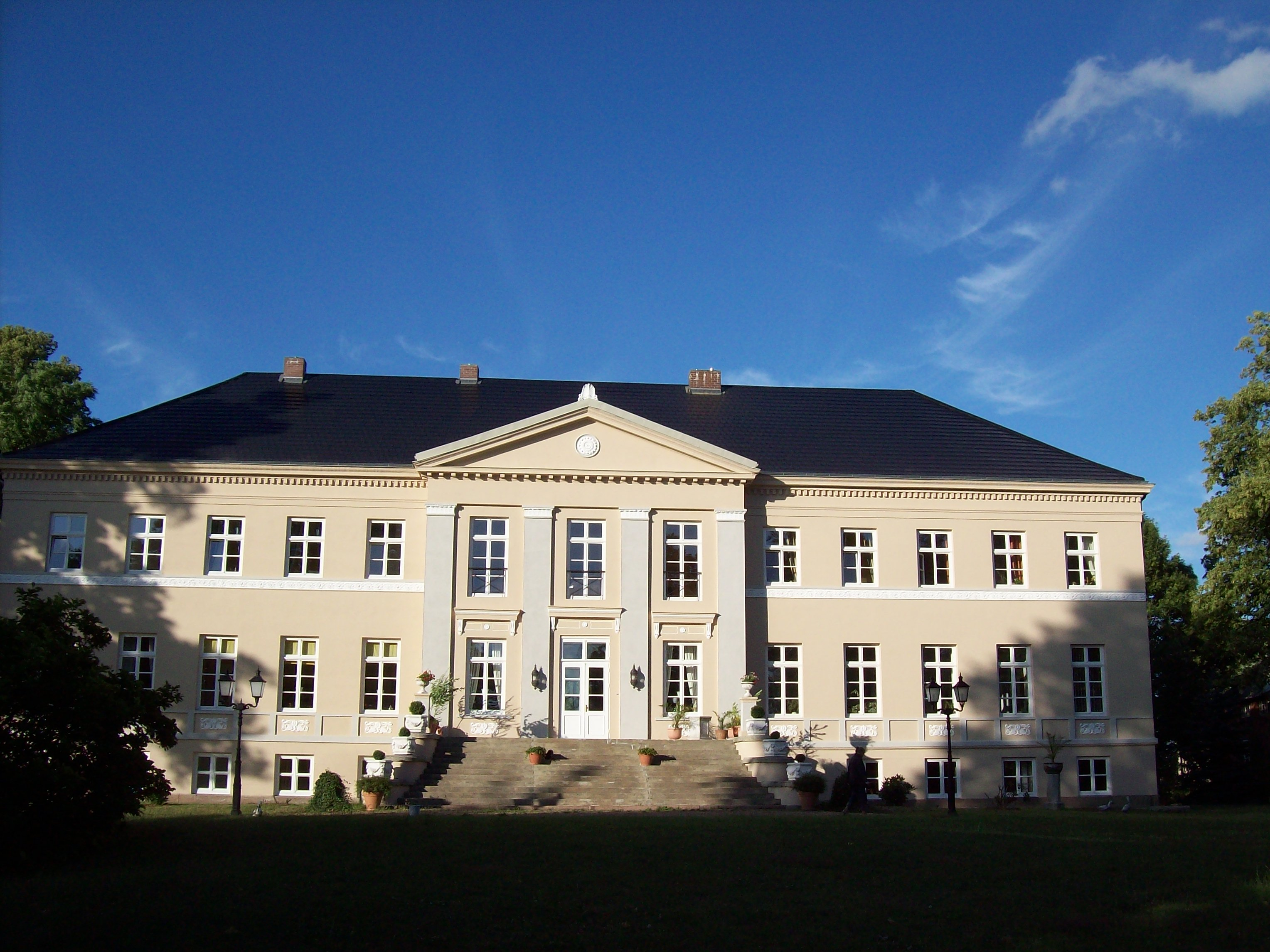
Herrenhaus Pritzier (2008)

Die Familie hatte insbesondere in Mecklenburg zeitweise umfangreichen Grundbesitz. So auf Mühlen Eichsen, Groß Eichsen und Goddin (1795–1817), Goldenitz (seit 1757), Mühlenbeck (1803–1828), Pritzier (seit 1757), Ruhethal (1803–1830), Schlieven (1803–1821), Schönfeld und Setzin (1803–1830), Warlitz (seit 1797) sowie auf Wölzow (1794–1802).
Für den Erwerb von Warlitz beglich der Drost von Könemann-Pritzier an die Familie von Veltheim die enorme Summe von 250.000 Thlr. 1827 wurde Georg Justus von Könemann-Pritzier in die mecklenburgische Ritterschaft, aufgenommen, wofür zumeist einhundertjährige Anwesenheit in Mecklenburg obligat war.  

### Persönlichkeiten
- Johann Julius von Koenemann (1752–1826), Jurist und Oberamtmann
- Georg Justus von Könemann (1780–1853), Stifter des Familienfideikommiss, auf Pritzier, Goldenitz und Warlitz, Landrat, Kammerherr; 1823–1827 Bauherr vom Herrenhaus Pritzier[2]
- Friedrich Franz von Könemann (1821–1889), auf Pritzier, großherzoglich meckl.-schwerin. Kammerherr und Oberzerenmonienmeister
- Otto von Könemann (1879–1935), Gutsbesitzer, Major a. D., Rechtsritter des Johanniterordens, Kunstsammler[3][4]
- Helmut von Könemann (1880–1939), Allodialbesitzer auf Warlitz

## Wappen

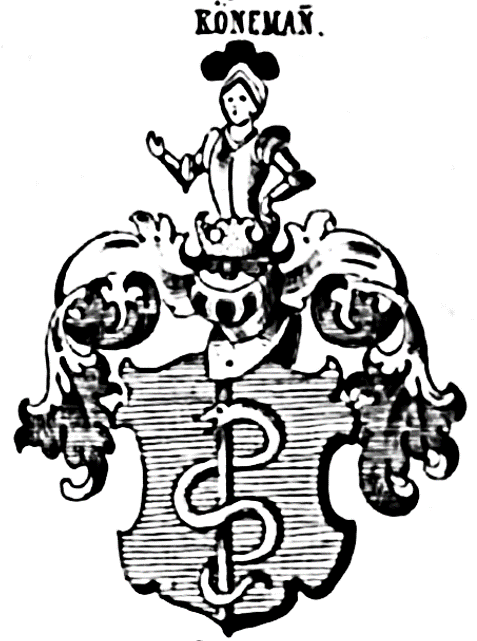
Wappen derer von Könemann

Das Wappen (1773) zeigt in Blau aufrecht einen schwarzen Stab, um den sich eine silberne Schlange windet. Auf dem gekrönten Helm mit blau-silbernen Decken ein wachsender Ritter mit rotem Helmbusch, die Rechte hochhaltend, die Linke am Schwertgriff. Der Kammerherr auf Pritzier Georg Justus von Könemann erhielt 1821 die Reception für sein Adelsgeschlecht.